# صيد الحيتان (فلم)
صيد الحيتان فيلم مصري من إنتاج عام 2002.

## قصة الفيلم
يروي الفيلم قصة ناهد، سيدة أعمال، التي توظف مجموعة من الفتيات وذلك لإستخدامهن في عمليات تهريب الماس. نانا هي سكرتيرتها، راوية فتاة فقيرة، سوسو امرأة مطلقة، وصابر المدرب الذي يحسن الغوص واستعمال الأسلحة. تحدث مواجهة مع الشرطة عند وصول مهربات الماس إلى شاطئ مارينا بيتش. وفي الاخير يتم تفكيك عصابة تهريب الماس بفضل التعاون بين شرطة الإنتربول والشرطة المصرية.

## بطولة
- إلهام شاهين
- فاروق الفيشاوي
- تيسير فهمي
- سامي سرحان
- منى حسين
- سهام جلال
- سهير رجب

## فريق العمل
- إخراج: علي عبد الخالق
- قصة: أحمد أبو بكر
- سيناريو وحوار: عبد الحميد عبد المقصود
- إنتاج: الشركة المصرية لمدينة الإنتاج الإعلامي
- توزيع: اتحاد الإذاعة والتلفزيون المصري
- مونتاج: حسين عفيفي
- موسيقى: عبد العظيم عويضة
- مدير التصوير: كمال عبد العزيز

## وصلات خارجية
- مقالات تستعمل روابط فنية بلا صلة مع ويكي بيانات
- صفحة الفيلم في قاعدة بيانات الأفلام العربية